# Upplanda, Östervåla socken
Upplanda är en by i Östervåla socken, Heby kommun.
Byns ålder är oklar. Det finns några osäkra stensättningar på byns ägor, men ingen verifierad grav eller något gravfält som kan kopplas till byn, och den saknas i markgäldsförteckningen. Ortnamnet är av ett slag som skulle kunna vara forntida, men behöver inte vara det.
Äldsta dokumenterade belägget på byn är från 1376, då en faster (namnet okänd som skriften är skadad) i Upplanda förekommer i ett köpebrev. 1400 omnämns en 'Benct in Upplandum' i ett annat köpebrev från Torp i Nora socken, och byn förekommer på nytt omtalad 1416, 1418 och 1427. 1541 fanns två mantals skatte i byn. 1658 fanns det fyra, och 1723 sex gårdar i byn.
Byn hade sina fäbodar vid Upplandavallen.